# Kanurennsport-Weltmeisterschaften 2022
Die 47. Kanurennsport-Weltmeisterschaften fanden vom 3. bis 7. August 2022 in Dartmouth in Kanada auf dem Lake Banook statt. Veranstaltet wurden die Weltmeisterschaften von der International Canoe Federation (ICF).
Insgesamt wurden 30 Wettbewerbe in den Disziplinen Canadier und Kajak ausgetragen. Bei den Männern und Frauen fanden je 14 Wettbewerbe sowie zwei Wettkämpfe im Mixed statt. Die Distanzen der Regatten betrugen 200, 500, 1000 und 5000 m. Parallel wurden jeweils acht Wettbewerbe im Paracanoe bei den Männern und Frauen ausgetragen.

## Wettbewerbe

### Männer

#### Canadier
| Event      | Gold                                                               | Zeit         | Silber                                                                  | Zeit         | Bronze                                                                     | Zeit         |
| ---------- | ------------------------------------------------------------------ | ------------ | ----------------------------------------------------------------------- | ------------ | -------------------------------------------------------------------------- | ------------ |
| C-1 200 m  | Polen Oleksii Koliadych                                            | 39,25 s      | Deutschland Nico Pickert                                                | 39,35 s      | Kasachstan Wiktor Stepanow                                                 | 39,44 s      |
| C-1 500 m  | Brasilien Isaquias Queiroz                                         | 1:54,49 min  | Rumänien Cătălin Chirilă                                                | 1:56,51 min  | Tschechien Martin Fuksa                                                    | 1:56,79 min  |
| C-1 1000 m | Rumänien Cătălin Chirilă                                           | 4:14,28 min  | Brasilien Isaquias Queiroz                                              | 4:15,80 min  | Tschechien Martin Fuksa                                                    | 4:16,21 min  |
| C-1 5000 m | Moldau Serghei Tarnovschi                                          | 23:37,85 min | Kuba Serguey Torres                                                     | 23:37,94 min | Deutschland Sebastian Brendel                                              | 23:55,18 min |
| C-2 500 m  | Spanien Cayetano García Pablo Martínez                             | 1:46,32 min  | Polen Wiktor Głazunow Tomasz Barniak                                    | 1:46,81 min  | Volksrepublik China Liu Hao Ji Bowen                                       | 1:46,90 min  |
| C-2 1000 m | Deutschland Sebastian Brendel Tim Hecker                           | 3:54,91 min  | Volksrepublik China Liu Hao Ji Bowen                                    | 3:55,34 min  | Kanada Craig Spence Bret Himmelman                                         | 4:06,14 min  |
| C-4 500 m  | Spanien Joan Antoni Moreno Pablo Graña Manuel Fontán Adrián Sieiro | 1:39,42 min  | Polen Aleksander Kitewski Arsen Śliwiński Wiktor Głazunow Norman Zezula | 1:39,91 min  | Ukraine Witalij Werheles Andrij Rybatschok Jurij Wandjuk Taras Mischtschuk | 1:40,52 min  |

#### Kajak
| Event      | Gold                                                              | Zeit         | Silber                                                           | Zeit         | Bronze                                                          | Zeit         |
| ---------- | ----------------------------------------------------------------- | ------------ | ---------------------------------------------------------------- | ------------ | --------------------------------------------------------------- | ------------ |
| K-1 200 m  | Spanien Carlos Arévalo                                            | 36,43 s      | Schweden Petter Menning                                          | 36,71 s      | Ungarn Kolos Csizmadia                                          | 36,82 s      |
| K-1 500 m  | Tschechien Josef Dostál                                           | 1:42,45 min  | Australien Jean van der Westhuyzen                               | 1:43,57 min  | Portugal Fernando Pimenta                                       | 1:44,06 min  |
| K-1 1000 m | Ungarn Bálint Kopasz                                              | 3:38,93 min  | Portugal Fernando Pimenta                                        | 3:38,98 min  | Deutschland Jacob Schopf                                        | 3:40,27 min  |
| K-1 5000 m | Schweden Joakim Lindberg                                          | 21:34,26 min | Deutschland Tamás Grossmann                                      | 21:51,39 min | Spanien Francisco Cubelos                                       | 21:54,46 min |
| K-2 500 m  | Ungarn Bence Nádas Bálint Kopasz                                  | 1:34,98 min  | Litauen Mindaugas Maldonis Andrejus Olijnikas                    | 1:35,56 min  | Australien Jean van der Westhuyzen Thomas Green                 | 1:35,85 min  |
| K-2 1000 m | Deutschland Martin Hiller Tamás Grossmann                         | 3:32,47 min  | Italien Samuele Burgo Andrea Schera                              | 3:36,82 min  | Ungarn Bálint Noé Tamás Kulifai                                 | 3:37,77 min  |
| K-4 500 m  | Spanien Rodrigo Germade Saúl Craviotto Carlos Arévalo Marcus Walz | 1:20,83 min  | Deutschland Tom Liebscher Jacob Schopf Max Rendschmidt Max Lemke | 1:21,27 min  | Ukraine Oleh Kucharyk Dmytro Danylenko Ihor Trunow Iwan Semykin | 1:21,38 min  |

### Frauen

#### Canadier
| Event      | Gold                                                            | Zeit         | Silber                                                                             | Zeit         | Bronze                                                     | Zeit         |
| ---------- | --------------------------------------------------------------- | ------------ | ---------------------------------------------------------------------------------- | ------------ | ---------------------------------------------------------- | ------------ |
| C-1 200 m  | Vereinigte Staaten Nevin Harrison                               | 49,87 s      | Spanien María Corbera                                                              | 50,54 s      | Volksrepublik China Lin Wenjun                             | 50,55 s      |
| C-1 500 m  | Ukraine Ljudmyla Lusan                                          | 2:22,34 min  | Kanada Sophia Jensen                                                               | 2:23,21 min  | Chile María Mailliard                                      | 2:24,43 min  |
| C-1 1000 m | Ukraine Ljudmyla Lusan                                          | 4:47,90 min  | Chile María Mailliard                                                              | 4:50,02 min  | Deutschland Annika Loske                                   | 4:51,46 min  |
| C-1 5000 m | Kanada Katie Vincent                                            | 27:50,88 min | Deutschland Annika Loske                                                           | 27:55,52 min | Spanien María Corbera                                      | 28:02,52 min |
| C-2 200 m  | Kuba Yarisleidis Cirilo Katherin Nuevo                          | 45,09 s      | Volksrepublik China Lin Wenjun Shuai Changwen                                      | 45,24 s      | Ungarn Giada Bragato Bianka Nagy                           | 47,59 s      |
| C-2 500 m  | Volksrepublik China Xu Shixiao Sun Mengya                       | 2:01,26      | Ukraine Ljudmyla Lusan Anastassija Tschetwerikowa                                  | 2:03,32      | Ungarn Giada Bragato Bianka Nagy                           | 2:04,70      |
| C-4 500 m  | Kanada Sophia Jensen Sloan MacKenzie Katie Vincent Julia Osende | 1:56,14 min  | Polen Sylwia Szczerbińska Aleksandra Jacewicz Katarzyna Szperkiewicz Julia Walczak | 1:56,31 min  | Ungarn Giada Bragato Virág Balla Kincső Takács Bianka Nagy | 1:57,39 min  |

#### Kajak
| Event      | Gold                                                            | Zeit         | Silber                                                              | Zeit         | Bronze                                                                 | Zeit         |
| ---------- | --------------------------------------------------------------- | ------------ | ------------------------------------------------------------------- | ------------ | ---------------------------------------------------------------------- | ------------ |
| K-1 200 m  | Neuseeland Lisa Carrington                                      | 41,94 s      | Slowenien Anja Osterman                                             | 42,94 s      | Ungarn Anna Lucz                                                       | 43,09 s      |
| K-1 500 m  | Neuseeland Lisa Carrington                                      | 1:58,69 min  | Kroatien Anamaria Govorčinović                                      | 1:59,97 min  | Deutschland Jule Hake                                                  | 2:00,30 min  |
| K-1 1000 m | Australien Alyssa Bull                                          | 4:27,65 min  | Ungarn Eszter Rendessy                                              | 4:28,97 min  | Kroatien Anamaria Govorčinović                                         | 4:33,62 min  |
| K-1 5000 m | Ungarn Emese Kőhalmi                                            | 23:56,44 min | Deutschland Jule Hake                                               | 24:00,17 min | Irland Jennifer Egan-Simmons Finnland Sára Mihalik                     | 24:41,51 min |
| K-2 200 m  | Ungarn Blanka Kiss Anna Lucz                                    | 38,76 s      | Spanien Sara Ouzande Teresa Portela                                 | 38,96 s      | Kanada Andréanne Langlois Toshka Hrebacka                              | 38,99 s      |
| K-2 500 m  | Polen Karolina Naja Anna Puławska                               | 1:49,87 min  | Deutschland Paulina Paszek Jule Hake                                | 1:50,28 min  | Belgien Hermien Peters Lize Broekx                                     | 1:52,64 min  |
| K-4 500 m  | Polen Karolina Naja Anna Puławska Adrianna Kąkol Dominika Putto | 1:30,70 min  | Australien Ella Beere Alyssa Bull Alexandra Clarke Yale Steinepreis | 1:32,78 min  | Mexiko Karina Alanís Isabel Romero Beatriz Briones Maricela Montemayor | 1:33,24 min  |

### Mixed
| Event     | Gold                                    | Zeit        | Silber                                    | Zeit        | Bronze                                        | Zeit        |
| --------- | --------------------------------------- | ----------- | ----------------------------------------- | ----------- | --------------------------------------------- | ----------- |
| C-2 500 m | Kanada Connor Fitzpatrick Katie Vincent | 1:56,87 min | Deutschland Sebastian Brendel Sophie Koch | 1:58,84 min | Polen Aleksander Kitewski Sylwia Szczerbińska | 1:59,17 min |
| K-2 500 m | Australien Alyssa Bull Jackson Collins  | 1:39,49 min | Portugal Teresa Portela Fernando Pimenta  | 1:39,79 min | Deutschland Tobias Schultz Caroline Arft      | 1:39,81 min |

### Paracanoeing
Alle Paracanoeing-Wettbewerbe wurden über eine Distanz von 200 m ausgefahren. Die Einteilung der Bootsklassen erfolgte nach Bewegungsfähigkeit von Beinen, Armen und des Rumpfes. Es fanden 16 Regatten in drei Bootsklassen und jeweils zwei bzw. drei Startklassen statt.
| Event          | Gold                                     | Zeit        | Silber                                  | Zeit        | Bronze                                      | Zeit        |
| -------------- | ---------------------------------------- | ----------- | --------------------------------------- | ----------- | ------------------------------------------- | ----------- |
| IIP Männer     | Deutschland Sebastian Girke              | 48,54 s     | Kanada Samuel Galazka                   | 58,15 s     | Kanada Nathan Gillen                        | 58,69 s     |
| IIT Männer     | Deutschland Sebastian Girke              | 1:07,53 min | Italien Darryl Clark                    | 1:22,44 min | Chile Gohulan Rajalingam                    | 1:27,59 min |
| K-1 Männer KL1 | Ungarn Péter Pál Kiss                    | 48,40 s     | Brasilien Luis Cardoso da Silva         | 49,14 s     | Frankreich Remy Boulle                      | 50,98 s     |
| K-1 Männer KL2 | Ukraine Mykola Synjuk                    | 42,97 s     | Vereinigtes Königreich David Phillipson | 43,95 s     | Neuseeland Scott Martlew                    | 44,21 s     |
| K-1 Männer KL3 | Spanien Juan Valle                       | 41,68 s     | Vereinigtes Königreich Robert Oliver    | 41,70 s     | Australien Dylan Littlehales                | 41,76 s     |
| V-1 Männer VL1 | Australien Benjamin Sainsbury            | 1:10,25 min | Italien Alessio Bedin                   | 1:12,54 min | Chile Robinson Mendez                       | 1:14,74 min |
| V-1 Männer VL2 | Brasilien Igor Tofalini                  | 51,67 s     | Brasilien Fernando Rufino de Paulo      | 52,00 s     | Portugal Norberto Mourão                    | 53,26 s     |
| V-1 Männer VL3 | Vereinigtes Königreich Jack Eyers        | 47,13 s     | Ukraine Vladyslav Yepifanov             | 47,29 s     | Usbekistan Khaytmurot Sherkuziev            | 47,92 s     |
| IIP Frauen     | Kanada Ashley Thomas                     | 1:05,12 min | Deutschland Leona Johs                  | 1:13,60 min | Kanada Payton Dicks                         | 1:14,03 min |
| IIT Frauen     | Deutschland Leona Johs                   | 1:26,60 min | Kanada Rachel Cohen                     | 1:35,72 min | Kanada Alyssa Chapman                       | 1:39,94 min |
| K-1 Frauen KL1 | Ukraine Maryna Maschula                  | 51,86 s     | Chile Katherinne Wollermann             | 52,32 s     | Kanada Brianna Hennessy                     | 52,89 s     |
| K-1 Frauen KL2 | Vereinigtes Königreich Charlotte Henshaw | 47,60 s     | Vereinigtes Königreich Emma Wiggs       | 48,29 s     | Ungarn Katalin Varga                        | 49,97 s     |
| K-1 Frauen KL3 | Vereinigtes Königreich Laura Sugar       | 46,48 s     | Frankreich Nelia Barbosa                | 46,84 s     | Deutschland Felicia Laberer                 | 46,93 s     |
| V-1 Frauen VL1 | Deutschland Lillemor Köper               | 1:29,79 min | Indien Pooja Ojha                       | 1:34,18 min | Deutschland Esther Bode                     | 1:35,16 min |
| V-1 Frauen VL2 | Vereinigtes Königreich Emma Wiggs        | 58,44 s     | Kanada Brianna Hennessy                 | 1:01,42 min | Vereinigtes Königreich Jeanette Chippington | 1:03,03 min |
| V-1 Frauen VL3 | Vereinigtes Königreich Charlotte Henshaw | 59,58 s     | Vereinigtes Königreich Hope Gordon      | 1:00,84 min | Brasilien Mari Santilli                     | 1:03,97 min |

## Medaillenspiegel

### Kanurennsport-Weltmeisterschaften
| Platz  | Land                | Gold | Silber | Bronze | Gesamt |
| ------ | ------------------- | ---- | ------ | ------ | ------ |
| 1      | Spanien             | 4    | 2      | 2      | 8      |
| 2      | Ungarn              | 4    | 1      | 6      | 11     |
| 3      | Polen               | 3    | 3      | 1      | 7      |
| 4      | Kanada              | 3    | 1      | 2      | 6      |
| 5      | Deutschland         | 2    | 7      | 5      | 14     |
| 6      | Australien          | 2    | 2      | 1      | 5      |
| 7      | Ukraine             | 2    | 1      | 2      | 5      |
| 8      | Neuseeland          | 2    | —      | —      | 2      |
| 9      | Volksrepublik China | 1    | 2      | 2      | 5      |
| 10     | Brasilien           | 1    | 1      | —      | 2      |
| 10     | Kuba                | 1    | 1      | —      | 2      |
| 10     | Rumänien            | 1    | 1      | —      | 2      |
| 10     | Schweden            | 1    | 1      | —      | 2      |
| 14     | Tschechien          | 1    | —      | 2      | 3      |
| 15     | Moldau              | 1    | —      | —      | 1      |
| 15     | Vereinigte Staaten  | 1    | —      | —      | 1      |
| 17     | Portugal            | —    | 2      | 1      | 3      |
| 18     | Chile               | —    | 1      | 1      | 2      |
| 18     | Kroatien            | —    | 1      | 1      | 2      |
| 20     | Italien             | —    | 1      | —      | 1      |
| 20     | Litauen             | —    | 1      | —      | 1      |
| 20     | Slowenien           | —    | 1      | —      | 1      |
| 23     | Belgien             | —    | —      | 1      | 1      |
| 23     | Finnland            | —    | —      | 1      | 1      |
| 23     | Irland              | —    | —      | 1      | 1      |
| 23     | Kasachstan          | —    | —      | 1      | 1      |
| 23     | Mexiko              | —    | —      | 1      | 1      |
| Gesamt | Gesamt              | 30   | 30     | 31     | 91     |

### Paracanoe-Weltmeisterschaften
| Platz  | Land                   | Gold | Silber | Bronze | Gesamt |
| ------ | ---------------------- | ---- | ------ | ------ | ------ |
| 1      | Vereinigtes Königreich | 5    | 4      | 1      | 10     |
| 2      | Deutschland            | 4    | 1      | 2      | 7      |
| 3      | Ukraine                | 2    | 1      | —      | 3      |
| 4      | Kanada                 | 1    | 4      | 5      | 10     |
| 5      | Brasilien              | 1    | 2      | 1      | 4      |
| 6      | Australien             | 1    | —      | 1      | 2      |
| 6      | Ungarn                 | 1    | —      | 1      | 2      |
| 8      | Spanien                | 1    | —      | —      | 1      |
| 9      | Chile                  | —    | 1      | 1      | 2      |
| 9      | Frankreich             | —    | 1      | 1      | 2      |
| 11     | Indien                 | —    | 1      | —      | 1      |
| 11     | Italien                | —    | 1      | —      | 1      |
| 13     | Neuseeland             | —    | —      | 1      | 1      |
| 13     | Portugal               | —    | —      | 1      | 1      |
| 13     | Usbekistan             | —    | —      | 1      | 1      |
| Gesamt | Gesamt                 | 16   | 16     | 16     | 48     |